# Val de Liesse
Le Val de Liesse  du nom du ru de Liesse qui le longe, est un quartier de la ville de Saint-Ouen-l'Aumône dans le département du Val-d'Oise, créé en 2002.
Le quartier s'est construit autour de la gare de Saint-Ouen-l'Aumône - Liesse qui a vu le jour à l'automne 2002. En cours de finalisation en 2010, le quartier dispose de son propre forum de discussion. 
Le Val de Liesse devrait s'agrandir à l'horizon 2012. La zone dispose de plusieurs commerces : une boulangerie, une épicerie, une pizzeria, un bar - restaurant - point poste, un vidéoclub et un coiffeur. Une pharmacie et un laboratoire d’analyses sont également à disposition, sans oublier une école primaire.